# Katy Saunders
Pour les articles homonymes, voir Saunders.
Katy Louise Saunders, née le 21 juillet 1984 à Londres (Royaume-Uni), est une actrice et mannequin britannique.

## Biographie
Katy Saunders vit et travaille en Italie.
Elle s'est mariée à l'acteur coréen Song Joong-ki en 2023.

## Filmographie

### Au cinéma
- 2002 : Un viaggio chiamato amore : Sibilla jeune
- 2003 : Lizzie McGuire, le film (The Lizzie McGuire Movie) : jolie file #1
- 2004 : Tre metri sopra il cielo (it) : Babi
- 2004 : Che ne sarà di noi : Valentina
- 2006 : L'aria salata (it) : Emma
- 2006 : Los Borgia : Giulia Farnese
- 2007 : Medieval Pie : Territoires vierges (Virgin Territory) : sœur Maddalena
- 2007 : Soie (Silk) : hôtesse
- 2007 : Ho voglia di te (it) : Babi
- 2013 : Puzzle (Third Person) : Gina
- 2014 : Sapore di te : Rossella Proietti
- 2016 : On Air: Storia di un Successo (it) : Stefania Pittaluga
- 2018 : Le Roi Scorpion : Le Livre des âmes : Amina

### À la télévision
- 2010 : Sissi : Naissance d'une Impératrice : Ida Ferenczy